# Gaibacher Fest
Das Gaibacher Fest (auch Konstitutionsfest) fand am 27. Mai 1832 in der zum Untermainkreis gehörenden Gemeinde Gaibach im damaligen Königreich Bayern statt. Es war eines der Feste, die, ähnlich wie das ungleich größere Hambacher Fest in der Pfalz, gegen die Rücknahme der errungenen bürgerlichen Rechte und für die nationale Einheit Deutschlands in der Zeit des Vormärz gefeiert wurden.

## Historischer Hintergrund

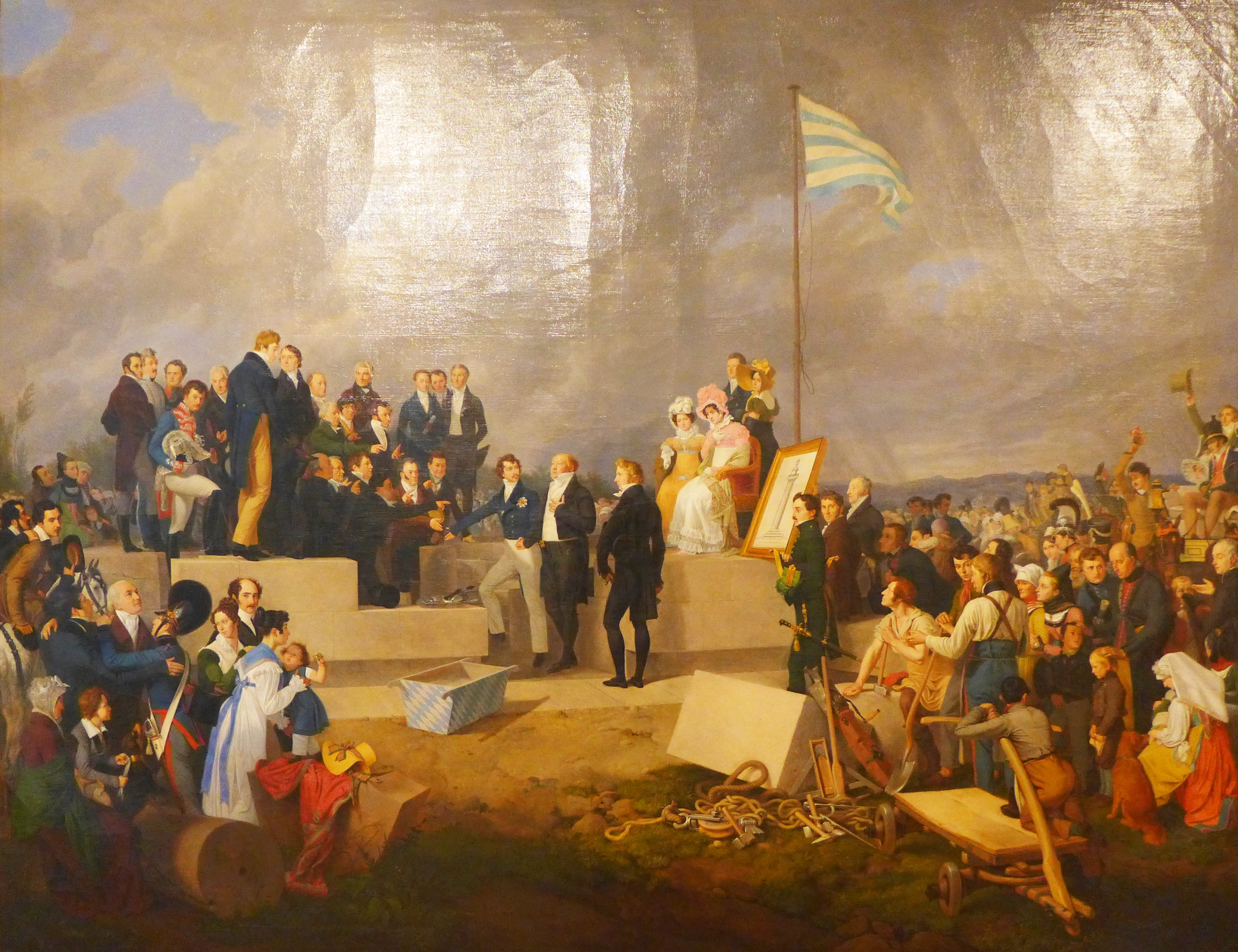
Grundsteinlegung der Gaibacher Konstitutionssäule, Ölgemälde von Peter von Hess, 1822/1823

Das einschneidendste Erlebnis im Vorfeld des Gaibacher Festes war die Säkularisation und Mediatisierung des Jahres 1803. Das Hochstift Würzburg wurde aufgelöst und dem Kurfürstentum Bayern zugesprochen. Gaibach, das sich damals in der Hand der Grafen von Schönborn befand, wurde dem neugebildeten Landgericht Volkach zugeordnet. Die Grafen konnten allerdings einige ihrer alten herrschaftlichen Rechte, wie die niedere Gerichtsbarkeit, beibehalten.
Der bayerische Staat, das spätere Königreich Bayern, versuchte durch die Verabschiedung einer Konstitution die Verrechtlichung voranzutreiben und seine Untertanen so zu Staatsbürgern aufzuwerten, die viele Rechte besaßen. Mit der Verfassung vom 26. Mai 1818 garantierte Max Joseph I. den Bürgern Menschenrechte und eine ständige Volksvertretung. Graf Franz Erwein von Schönborn-Wiesentheid honorierte diese Entwicklung mit der Beauftragung des Baus der Konstitutionssäule auf dem Gaibacher Sonnenberg.
Die Reformperiode wurde unter Max’ Nachfolger Ludwig I. jäh unterbrochen. Unter dem Eindruck des polnischen Novemberaufstandes und der Pariser Julirevolution von 1830 ließ er die Zensur verschärfen. Insbesondere gegen das liberale „Bayerische Volksblatt“ aus Würzburg gingen die Zensoren vor. Die Bevölkerung des Untermainkreises fürchtete eine Beschneidung ihrer gewonnenen Rechte und plante ein großes Fest vor dem Monument abzuhalten, das die neue Freiheit symbolisierte.

## Vorgeschichte
Ab dem Jahr 1830 hatte es kleinere Umzüge zum Sonnenberg in Gaibach gegeben. Die Teilnehmerzahlen waren zu diesem frühen Zeitpunkt allerdings sehr gering. Ab Mai 1832 kursierten Flugblätter, die das geplante Fest beschrieben und als Einladungen im ganzen Untermainkreis verteilt wurden. Zunächst diskutierten die Organisatoren die Verlegung des Festes an den Sanderrasen im Würzburger Stadtteil Sanderau, hierfür spielten wirtschaftliche Gründe eine Rolle. Letztendlich blieb es jedoch bei der Wahl von Gaibach.
Am 15. Mai 1832 erschien im „Bayerischen Volksblatt“ ein erster Programmentwurf. Darin sollte die Veranstaltung mit einem Gottesdienst in der Neumann-Kirche in Gaibach eröffnet werden, mittags verschiedene Reden gehalten und das Fest mit einem großen Feuerwerk auf dem Sonnenberg beendet werden. Wesentliche Änderungen an diesem Programm fanden nicht mehr statt, einige Details wurden jedoch verändert.

## Ablauf

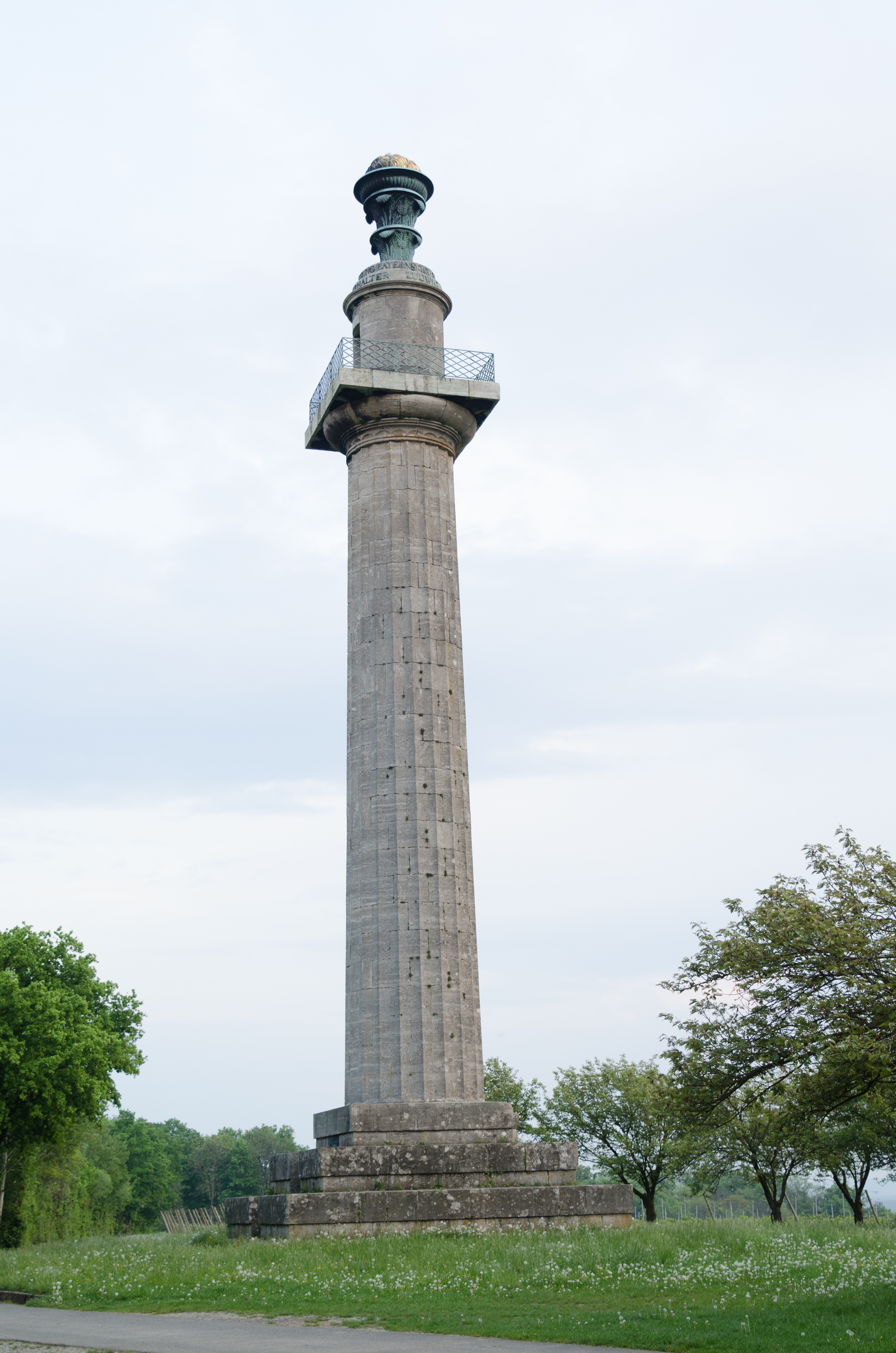
Das Fest fand zu Füßen der Gaibacher Konstitutionssäule statt.

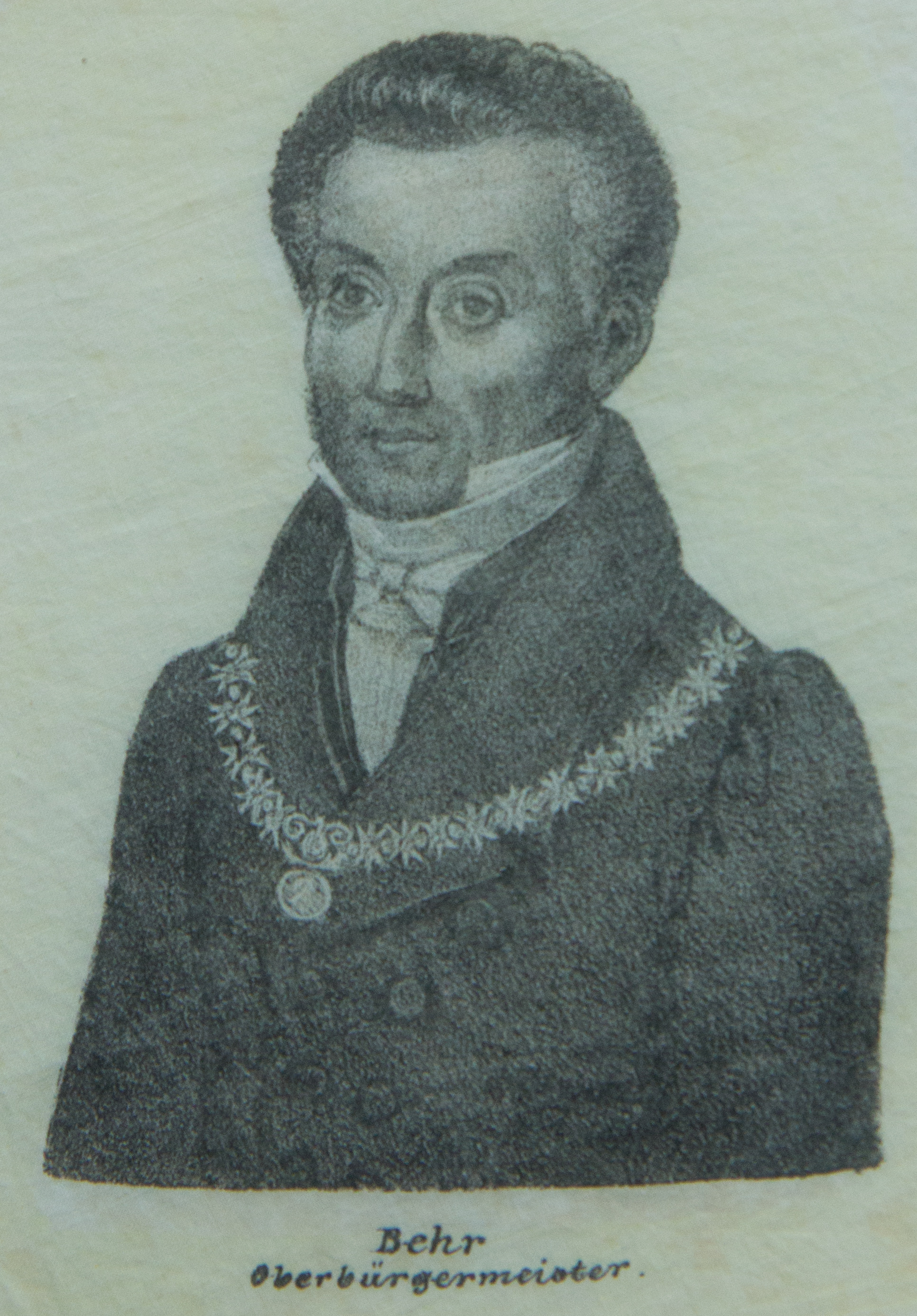
Der wichtigste Redner auf dem Fest: Wilhelm Joseph Behr. Abbildung auf dem Hambacher Tuch

### Vormittag
Am Sonntag, den 27. Mai 1832 hatten 5000 bis 6000 Personen den Weg nach Gaibach auf sich genommen und waren zur geplanten Feier erschienen. Der Großteil der Feiernden stammte aus dem Würzburger Umland und dem Untermainkreis. Die zweitgrößte Gruppe bildeten die Teilnehmer, die aus den anderen fränkischen Kreisen, dem Obermain- und dem Rezatkreis in die Gemeinde gekommen waren. Ebenso erschienen Menschen aus dem restlichen Bayern.
Das Fest wurde mit einem Gottesdienst in der Dreifaltigkeitskirche eröffnet. Danach zogen die Teilnehmer auf den Sonnenberg zur Konstitutionssäule. Dabei sangen sie das sogenannte „Mailied“, das ursprünglich von den polnischen Aufständischen geschrieben worden war und ins Deutsche übertragen wurde.
Vor der Säule begann man damit, Reden zu halten. Das Begrüßungswort hatte der Würzburger Jurist Andreas Bernhard Quante, der auf den Begriff des „Volksfestes“ hinwies und die bayerische Regierung kritisierte. Ihm folgte der Bamberger Bürgermeister Franz Ludwig von Hornthal, der die Verfassung des Königs Maximilian Joseph lobte und die Bedrohungen derselben durch die derzeitige Regierung aufzählte.
Als dritter Redner trat der Würzburger Bürgermeister Wilhelm Joseph Behr auf. Er wollte ursprünglich gar nicht reden, kritisierte nun allerdings seine Vorredner und zählte die Verfehlungen der Regierung auf. Die Konstitution bezeichnete er als ungerechteste in ganz Deutschland. Als Konsequenz plante er einen Brief an den König zu verfassen, der die Verfehlungen aufzählen sollte. Behr erhielt für seine Rede großen Beifall.
Ihm folgte der Würzburger Abgeordnete Ziegler als Redner nach. Den Abschluss der Reden, die am Vormittag gehalten wurden, machte Thomas Lovell Beddoes aus England, der eine Satire auf den Aristokratismus in Deutschland und dem englischen Königreich verfasst hatte und diese nun vortrug. Im Anschluss zogen die Teilnehmer wieder herunter ins Dorf, um das Mittagessen zu sich zu nehmen.

### Mittag und Nachmittag
Die Mittagspause war den Beratungen über den Brief an den König gewidmet, den Behr ins Gespräch gebracht hatte. Die geladenen Gäste speisten in den Räumen des schönborn'schen Schlosses und wurden vom Grafen von Schönborn bewirtet. Ein anderer Teil nahm sein Mittagessen im Gasthaus des Ortes zu sich, während der Großteil vor dem Haus verweilte. Die Festteilnehmer hielten in dieser Zeit kurze Ansprachen auf Hambach, Polen und England.
Erst gegen 17 Uhr brach man wieder in Richtung des Sonnenberges auf. Die mitziehende Kapelle spielte die revolutionäre Marseillaise und die sogenannte Revolutionshymne. Dies kritisierte Behr in seiner zweiten Rede, in der er darauf aufmerksam machte, dass bei der Veranstaltung nur deutsches Liedgut gespielt werden sollte. Er erneuerte auch seinen Vorschlag, einen Brief an den König zu senden und forderte die Gründung eines „Staats-Vereins“.
Die Rede des Bürgermeisters wurde von den Anwesenden frenetisch gefeiert. Behr wurde auf den Schultern der anderen Teilnehmer durch die Menge getragen. Einige Festteilnehmer riefen laut nach der Gründung einer Republik, während die Unterschriftenliste für den Brief an den König herumgereicht wurde. Bis zum Abend kamen knapp 2000 Unterschriften auf diesem Weg zusammen. Das Fest endete mit einem Feuerwerk, ein bengalisches Feuer wurde in der Schale der Konstitutionssäule entzündet.

## Folgen
Die bayerischen Behörden bezeichneten das Fest als „große demokratische Verschwörung“ und gingen bald gegen die Redner vor. Der bayerische König Ludwig forderte von seinen Beamten daraufhin eine Ergebenheitsadresse, die von den meisten Teilnehmern allerdings abgelehnt wurde. Besonders hart gingen die Behörden gegen den Würzburger Bürgermeister Joseph Behr vor. Er wurde vom Rat der Stadt noch im selben Jahr abgesetzt.
Der Jurist Joseph Habersack erstattete gegen Behr vor dem Landgericht Volkach Anzeige wegen Hoch- und Landesverrats. Der ehemalige Bürgermeister wurde daraufhin am 24. Januar 1833 verhaftet. Im Untermainkreis wurden die Truppen in Bereitschaft versetzt, da man Proteste gegen die Verhaftung befürchtete. Wegen der Brisanz des Verfahrens entzog man es bald darauf dem Volkacher Gericht und verhandelte zunächst in Würzburg, später in München über den Fall.
Im Jahr 1836 wurde Behr schuldig gesprochen. Er musste zunächst Abbitte leisten und kam später in wechselnde Städte, in denen er zu Festungshaft verurteilt worden war. Erst im Jahr 1847 wurde er begnadigt und lebte danach zurückgezogen in Bamberg. Seine vollständige Rehabilitierung erfolgte am 6. März 1848. Die Entschädigung betrug 10.000 Gulden und eine Pension.